# Amt Mühlenhof
Das Amt Mühlenhof war ein kurfürstlich-brandenburgisches, später königlich-preußisches Domänen- und Justizamt. Seine Ursprünge gehen zurück auf das Jahr 1448, als die Patrizier mehrere Mühlen und Ländereien an Kurfürst Friedrich II. abtreten mussten. Durch Säkularisation und weitere Zukäufe entstand in der Folge ein umfangreiches Amt, das anfangs vor allem der Versorgung des Hofes diente und zahlreiche Dörfer verwaltete, die heute überwiegend nach Berlin eingemeindet sind.

## Geschichte
Der Berliner Unwille, eine Revolte von Bürgern der Doppelstadt Berlin-Cölln gegen den Bau des Berliner Stadtschlosses, endete 1448 mit dem Kompromiss, dass die Patrizier Mühlen und Ländereien an Friedrich II. zurückgeben mussten, die frühere Herrscher freigiebig vergeben hatten. Diese benötigte der Kurfürst auch, da er nach der Übernahme der Mark Brandenburg im Jahre 1415 durch die Hohenzollern mit dem Bau des Schlosses in Berlin sesshaft wurde. Zur Verwaltung der Güter wurde ein Mühlenmeister eingesetzt, der nicht nur die unmittelbar am benachbarten Mühlendamm in der Spree befindlichen Mühlen, sondern auch den Mahlzwang überwachte. Seine und die Hauptaufgabe des späteren Amtmannes bestand jedoch darin, die für die Hofhaltung notwendigen Naturalien zu beschaffen.
Erst mit dem Kauf der Dörfer Schöneberg und Wilmersdorf bildete sich nach 1506 das Amt Mühlenhof heraus. In der Mitte des 16. bis in die erste Hälfte des 17. Jahrhunderts war Amt Mühlenhof mit Amt Mühlenbeck kombiniert. Durch Säkularisation und Kauf weiterer Ländereien und Objekte im 16., 17. und 18. Jahrhundert wuchs das Gebiet weiter. Das Amt Mühlenhof war bis Mitte des 18. Jahrhunderts mit dem Amt Mühlenbeck kombiniert. Neben dem Amtshauptmann beschäftigte das Amt (1746) einen Oberamtmann, einen Obereinnehmer, einen Obermühleninspektor, einen Korn- und Futterschreiber, einen Mühlen- und Waagenkontrolleur, etliche Mühlenwaagemeister und einen Malz-Waagemeister.
1811 wurde das Amt Mühlenhof mit den Ämtern Köpenick und Niederschönhausen sowie dem östlich der Spree gelegenen Teil des Amtes Spandau vereinigt. Die Ämter wurden zunächst noch getrennt, aber vom selben Amtmann geführt. Amt Mühlenhof weitergeführt. 1816 bis 1822 unterstand das Amt der Regierung in Berlin und nach deren Auflösung der Regierung in Potsdam. Es wurde reines Rentamt.
1853 wurde die Rentamtskasse vom Mühlenhof aufgelöst und mit denen von Teltow und Niederbarnim vereinigt. 1874 wurde im Zuge der Kreisreform auch das Polizeiamt aufgelöst und nur noch vereinzelt Aufgaben wahrgenommen, die nicht auf die Kreisverwaltung übergegangenen waren. 1903 wurden die Ämter Berlin und Mühlenhof wieder zum Königlichen Domänen-Rentamt Berlin-Mühlenhof vereinigt. Dieses bestand bis 1945.

## Amtssitze

Blick vom Molkenmarkt auf den Mühlendamm, im Vordergrund links der Mühlenhof, gegenüber das Ephraim-Palais; 1833
Stahlstich von Johann Friedrich Stock

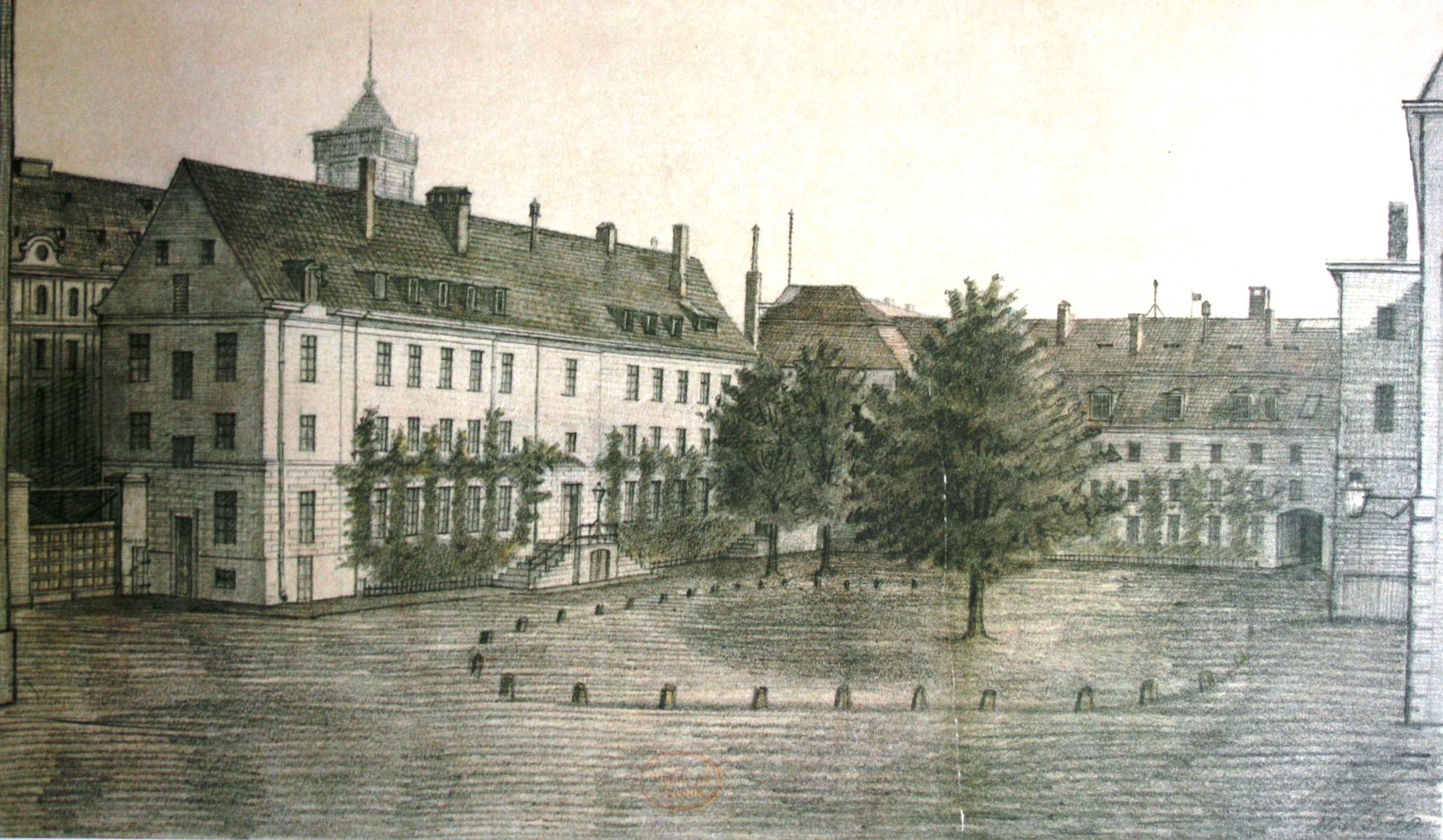
Mühlendamm Nr. 32; um 1885, kurz vor dem Abriss
Zeichnung von Ernst Müller von Sondermühlen

Bereits seit dem 14. Jahrhundert (1354 erstmalig erwähnt) wohnte der Mühlmeister auf dem Mühlenhof am Mühlendamm (dort wo seit 1942 die Alte Münze steht). 1580 wurde der Mühlenhof von Rochus Graf zu Lynar ausgebaut. Nach Verfall im Dreißigjährigen Krieg wurde das Gebäude 1686/87 durch Johann Arnold Nering erneuert. Der nun dreigeschossige Mühlenhof mit steilem Satteldach bot Händlern unter den Arkaden Raum für ihre Läden. In den oberen Stockwerken wohnten und arbeiteten der Amtmann und die Kornschreiber. Auf der Hofseite lagen Vorratsräume, Speisesäle, Remisen und Ställe. Das Grundstück Mühlendamm Nr. 32 blieb bis etwa 1850 Sitz des Mühlenhofs, dann zog das Mühlenhofamt in die Kleine Jägerstraße Nr. 2–3 und 1856 in die neuen Mühlengebäude am Mühlendamm Nr. 1, wo es bis zu seiner Auflösung blieb.

## Zugehörige Orte
Zum Amt Mühlenhof gehörten im Jahre 1800:
- Ahrensfelde – Das Gebiet des heutigen Ahrensfelde wurde zwischen 1486 und 1499 von der Berliner Familie Strohband erworben.
- Schöneberg wurde in mehreren Käufen zwischen 1489 und 1506 erworben.
- Wilmersdorf – Dorf und Vorwerk wurden 1506 sowie 1646/1652 erworben.
- Zehlendorf gehörte ursprünglich zum Kloster Lehnin und seit 1542 zum Amt Mühlenhof.
- Wedding – Das Erbzinsgut Wedding wurde 1603 erworben.
- Teltow – Nach der Übernahme vom Bischof von Brandenburg gehörte Teltow erst zum Amt Ziesar und wurde in der zweiten Hälfte des 17. Jahrhunderts zum Amt Mühlenhof verlegt.
- Moabit – Die Erbzinsbesitzungen wurden nach 1706 errichtet, um hier Maulbeer-Plantagen für die Seidenraupenzucht anzulegen.
- Böhmisch-Rixdorf – Die Kolonie wurde 1737 von böhmischen Auswanderern errichtet.
- Lankwitz – Das Dorf gehörte ursprünglich dem Benediktinerinnenkloster St. Marien zu Spandau, seit 1553 zum Amt Spandau und wurde 1747 zum Amt Mühlenhof verlegt.
- Lindenberg – Das Dorf gehörte ursprünglich dem Kloster Zehdenick, seit 1541 zum Amt Zehdenick, 1685 zum Amt Biesenthal und wurde 1748 zum Amt Mühlenhof verlegt.
- Gesundbrunnen – Vorwerk und Kolonie wurden 1759 beim Vorwerk Wedding errichtet.

Darüber hinaus gab es noch weitere Besitzungen, die durch das Amt verwaltet wurden:
- Jagdschloss Grunewald – 1542 erbaut und mit Amt Spandau zusammen verwaltet.
- Etablissements und Tabagien in der Hasenheide und im Tiergarten (Martinique und In den Zelten)
- Hubertushäuser – Die Kolonie wurde nach 1775 errichtet.
- Gütergotz und Rosenthal gehörten um die Mitte des 16. Jahrhunderts nur vorübergehend zum Amt.

1811 kamen die von den Ämtern Köpenick und Niederschönhausen verwalteten Gebiete zum Amt Mühlenhof:
- vom Amt Köpenick: Adlershof, Biesdorf, Bohnsdorf, Erkner, Friedrichsfelde, Friedrichshagen, Alt- und Neuglienicke, Berlin-Grünau, Köpenick, Mahlsdorf, Marzahn, Oberschöneweide, Rudow, Wuhlheide, Zeuthen und Zwiebusch.
- vom Amt Niederschönhausen: Blankenburg, Blankenfelde, Dalldorf (1905 in Wittenau umbenannt), Heinersdorf, Malchow, Niederschönhausen, Pankow, Schildow.

Später kamen noch weitere Orte hinzu:
- Französisch Buchholz kam 1829 vom aufgelösten Amt Mühlenbeck.
- Schönow (teilweise) und Schwanebeck 1839 vom aufgelösten Amt Biesenthal.
- Steglitz wurde 1841 an den Staat verkauft und vom Amt Mühlenhof verwaltet.
- Lübars kam 1855 vom Amt Spandau.
- Schönow bei Teltow kam 1861 vom Amt Potsdam.

## Amtshauptmänner und Amtmänner

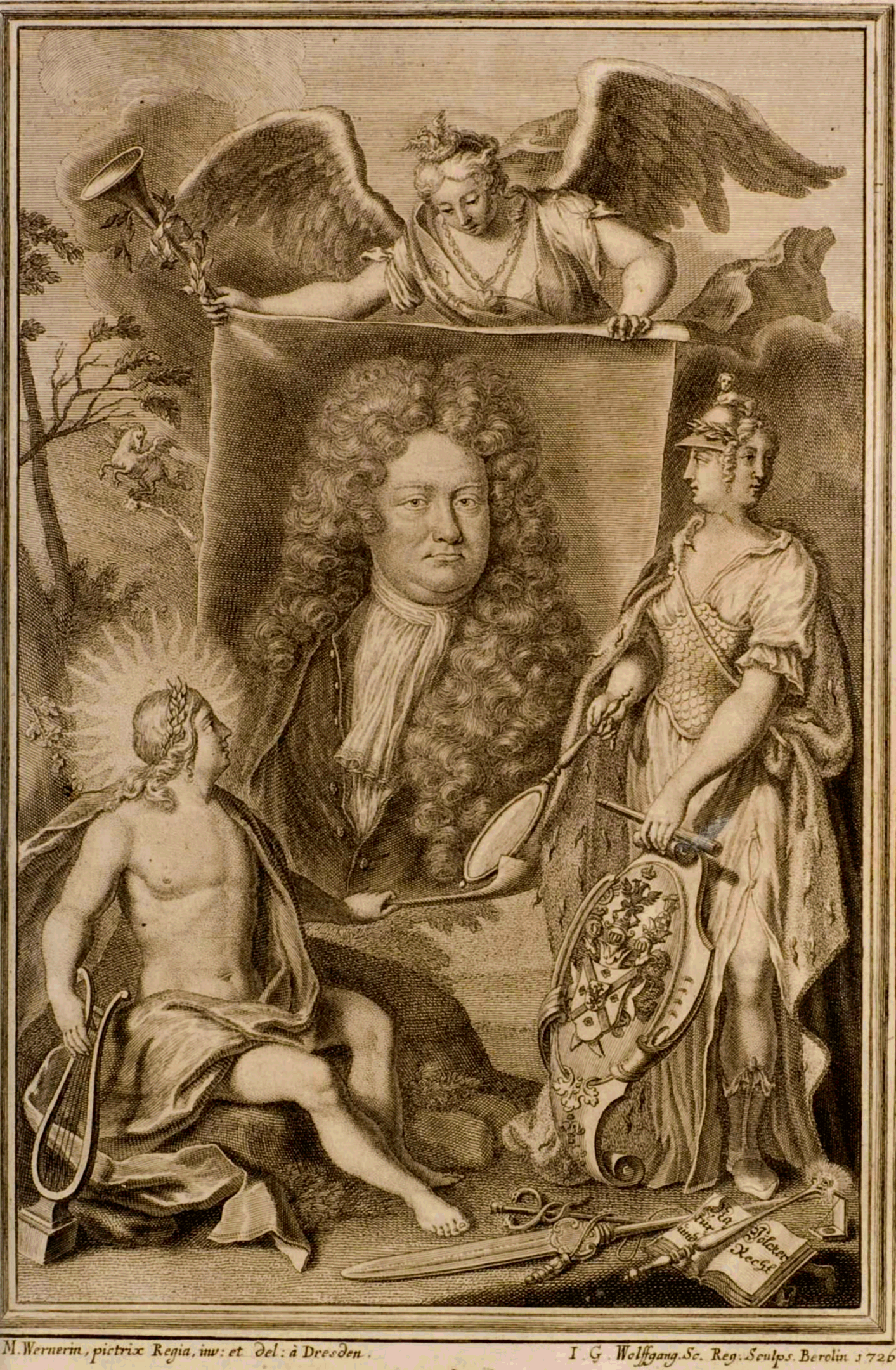
Der Diplomat und Dichter Friedrich Rudolph Ludwig von Canitz bekam 1683 den Auftrag, den Mühlendamm neu zu gestalten.

Die ersten Bediensteten wurden Mühlenmeister genannt, unterstanden ihnen doch vor allem die Mühlen und die Überwachung der Mahlpflicht.
Etwa von der Mitte des 16. Jahrhunderts bis zum Ende des 18. Jahrhunderts gab es den Amtshauptmann, der umgangssprachlich auch Mühlenhauptmann genannt wurde. Neben dieser Funktion bekleideten sie oft zahlreiche weitere Ämter bei Hofe. Wichtige Amtshauptmänner waren:
- 1536 Hans von Thermo[6]
- 1575(1580)–1593 Heinrich von Vorhauer
- 1628 Johann von Wilmersdorf
- 1642–1681 Zacharias Friedrich von Götzen
- 1682–1697(?) Friedrich Otto von der Groeben
- 1683(1689)–1699 Friedrich Rudolph Ludwig von Canitz
- 1699 Samuel von Chwalkowski
- 1705–1717 Paul Anton von Kameke
- 1748–1756 Adam Friedrich von Jeetze
- 1764–1776 Bernhard Alexander von Düringshofen
- 1776 Friedrich Wilhelm von Rohdich

Amtmänner:
- 1775 Friedrich Wilhelm Bätcke, Kriegsrat und Generalpächter[7]
- 1798 Sturm, Kriegsrat[8]
- 1818 Sturm, Kriegs- und Domänenrat[2]
- 1821–1824 Brandhorst, Kriegsrat und Rentbeamter[9][10][11]
- 1832–1846 Eyber[12][13]
- 1848 Pfeifer[14]
- 1851 Böhmer, Bürgermeister in Berlin (ad int.)[15]
- 1852 Feilke (ad int.) (Rent-Amt)[16]
- 1854 Feilke (ad int.) (Domainen-Polizei-Amt)[17]
- 1868 Pietzsch (Domainen-Polizei-Amt)[18]

## Weitere Literatur
- Heinrich Berghaus: Der Sprachschatz der Sassen. Zweiter Band: I–N. Eisenschmidt, Berlin 1883, Begriffe Mölenammet und Mölenhof, S. 640–643.
- Heinrich Herzberg (Autor), Hans Joachim Rieseberg (Mitarbeit): Mühlen und Müller in Berlin. Kapitel 4 (Chroniken der Berlin/Cöllner Wassermühlenstandorte. Mühlendamm-Mühlen), Teilauflage, Werner-Verlag, Düsseldorf 1987, S. 50–82. ISBN 3-8041-1977-8.
- Ute Laur-Ernst: Die Stadt Berlin in der Druckgrafik 1570–1870, Band 2. 1. Auflage. Lukas-Verlag, Berlin 2009, ISBN 978-3-86732-055-9, S. 104.